# آني قواي
آني قواي هي لاعبة هوكي الجليد كندية، ولدت في 29 يونيو 1985 في رووان نوراندا في كندا.

## وصلات خارجية
- آني قواي على موقع EliteProspects.com (الإنجليزية)